# Markus Pohle
Markus Pohle (* 1965) ist ein deutscher Basketballtrainer.

## Leben
Pole betreute die Damen des SV Union Opladen in der Regionalliga und führte sie im Spieljahr 2000/01 zum Aufstieg in die 2. Damen-Basketball-Bundesliga. Im Februar 2003 gab der Inhaber eines Kölner Unternehmens für Immobilien und Hausverwaltung bekannt, sein Traineramt in Opladen im Anschluss an das Saisonende 2002/03 niederzulegen. Er blieb aber im Umfeld und kümmerte sich bei Opladens Zweitligadamen fortan um organisatorische Dinge.
In der Sommerpause 2006 übernahm er erneut die Traineraufgabe in Opladen. Seine Assistentin wurde seine Frau, die ehemalige Nationalspielerin Birte Meyer. In der Saison 2008/09 gewann Opladen unter Pohles Leitung den Meistertitel in der 2. Bundesliga Nord und schaffte damit den Aufstieg in die 1. Damen-Basketball-Bundesliga. Da Union Opladen über vergleichsweise geringe finanzielle Mittel verfügte, bewerkstelligte Pohle den Aufstieg ohne ausländische Profispielerin, sondern baute auf das Vorgehen, meist junge deutsche Spielerinnen zu holen, um diesen die Möglichkeit zur Weiterentwicklung zu verschaffen. Im Anschluss an die Meisterschaft gab Pohle das Traineramt aus beruflichen Gründen ab, hatte es aber ab Mitte Oktober 2009 wieder inne, nachdem sich Opladen im Anschluss an den dritten Bundesliga-Spieltag von Pohles Nachfolger Ralf Straßburg getrennt hatte. Die Erstligasaison 2009/10 schloss man als Tabellenletzter ab, Pohle und der Verein trennten sich danach im Mai 2010.